# Phare de Punta Amapala
Le phare de Punta Amapala (en espagnol : Faro de Punta Amapala) est un phare actif situé à l'ouest du Golfe de Fonseca dans le Département de La Unión au Salvador. Il est géré par l'Autorité portuaire de La Unión.

## Histoire
Il est situé sur Punta Amapala (ceb) pour marquer le côté ouest de l'entrée du golfe de Fonseca, sur la pointe du cap à El Jaguey.

## Description
Ce phare est une tour métallique pyramidale à claire-voie, avec une galerie et une balise de 25 m de haut. La tour est peinte en blanc. Il émet, à une hauteur focale d'environ 27 m, un éclat blanc par période de 15 secondes. Sa portée est de 12 milles nautiques (environ 22 km).
Identifiant : ARLHS : ELS-... - Amirauté : G3362 - NGA : 111-15394 .

### Lien connexe
- Liste des phares du Salvador